# Jeffrey Shaw (artiste)
Jeffrey Shaw, né à Melbourne en 1944, est un artiste multimédia australien.

## Biographie
Directeur administratif du Centre de recherche du cinéma interactif, College of Fine Arts, université de Nouvelle-Galles du Sud à Sydney, Jeffrey Shaw est considéré par d’éminents universitaires comme l’un des plus grands chercheurs au monde dans le domaine du cinéma numérique interactif.
En 1962, Jeffrey Shaw étudie tout d'abord l'architecture  et l'histoire de l'art à l'Université de Melbourne. En 1965, il part étudier la sculpture à l'académie d'art de la Brera de Milan, puis à la Saint Martin's School of Art de Londres. De 1970 à 1980, il est un membre fondateur de l'Eventstructure Research Group à Amsterdam. En 1989, il est professeur invité à l'académie d'art de Rotterdam. En 1990, il est professeur invité à la Rietveld Academie d'Amsterdam. Le  ZKM, Centre pour les arts et les médias de Karlsruhe est fondé en 1989  et en 1991 Shaw y devient directeur de l'institut des arts visuels. Là-bas, il dirige et supervise plusieurs projets de nature digitale et construit la réputation de l'institut en invitant des artistes et chercheurs internationaux à résider à Karlsruhe afin d'entreprendre de nouvelles ébauches. En 1990, il est professeur invité à la Rietveld Academie d'Amsterdam. En 2003, Shaw fonde le centre ICinema Research à l'université du New South Wales où les employés ainsi que les étudiants travaillent en recherche dans les domaines de l'art numérique. En 2009, Shaw est nommé directeur de l'école des médias créatifs à Hong Kong et quelques années plus tard, il fonde en tant que directeur le premier laboratoire de recherche culturelle et industrielle des nouveaux médias appelé ALiVE.    

## Œuvres (sélection)
Parmi ses œuvres et installations les plus connues, il faut citer : 
- Continuous Sound and Image Moments, Collection of the Netherland film Museum, Amsterdam, 1966
- MovieMovie, George's Art Center, Liverpool, 1967
- Cloud (Of Daytime Sky At Night), Stedelijk Museum, Amsterdam, 1970
- Three Pavilions, Arnheim, Pays-Bas, 1971
- Viewpoint, 1975
- Points of View, Amsterdam, 1983
- The Narrative Landscape, Amsterdam, 1985
- Inventer la Terre, Cité des sciences et de l'industrie, La Villette, Paris, 1986
- Virtual Sculptures,1987
- The Legible City (avec Dirk Groeneveld), 1989, présenté à Artifices en 1990
- Alice's Rooms, Kawasaki, 1989
- The Virtual Museum, Art Frankfurt, 1991
- Disappearance, L'Ère binaire, Musée d'Ixelles, Bruxelles, 1992
- The Golden Calf, 1993
- EVE (Extended Virtual Environment), Multimediale 3, ZKM, Karlsruhe, 1993
- ConFIGURING the CAVE, InterCommunication Center, Tokyo, 1996
- Place Ruhr, Vision Ruhr, Dortmund, 2000
- T-Visionarium I, ZKM, Karlsruhe, 2004
- Conversations, Powerhouse Museum, Sydney, 2004
- T-Visionarium II, University of New South Wales, Sydney, 2008

## Expositions (sélection)
Quelques expositions ayant marqué le parcours de l'artiste :
- 1966: Emergence of Continuous Forms, Better Books, Londres
- 1967: Disillusion of a Fish Pond, 26 Kingly Street Gallery , Londres
- 1975: Viewpoint, 6e Biennale de Paris, Musée d'art moderne, Paris
- 1984: Points of View, Computer Festival, De Meervaart, Amsterdam
- 1986: The Narrative Landscape, Festival des arts électroniques, Rennes
- 1989: The Legible City, Siggraph 89, Boston
- 1991: Virtual Museum, Das Belebte Bild, Art Frankfurt, Frankfurt
- 1992: Disappearance, The Binary Era, Musée d'Ixelles, Bruxelles
- 1994: Golden Calf, Ars Electronica, Linz
- 2000: Panoramic Navigator, ZKM Center of the Art and Media, Karlsruhe
- 2002: Web of Life, Itau Cultural Institute, Sao Paulo
- 2003: Place-Urbanity (dis)locations, Australian Centre for the Moving Image, Melbourne
- 2004: T_Visionarium I, ZKM, Karlsruhe
- 2005: The Royal Road, National Gallery of Modern Art, Bombay
- 2006: T_Visionarium II, University of New South Wales, Sydney
- 2007: There is Still Time... Brother, Experimental Media and Performing arts Centre
- 2013: E-Cloud, Trinity College, Dublin